# Ageneridade

Bandeira do orgulho ou da visibilidade agénero

Ageneridade é o estado ou qualidade de uma pessoa com uma identidade de gênero definida como "sem gênero", que tem uma ausência total do gênero em geral, ou cuja identidade de gênero é nula. Algumas pessoas usam as ageneridades para expressarem o não entendimento sobre o gênero ou a indiferença perante ele, ainda sendo a falta de gênero binário ou ter nenhum gênero.
O termo também pode ser usado para uma expressão de gênero que seja neutra, usado junto ou em alusão a androginia e epicenidade. Mas neste caso, a aparência agênera, que é exterior, é separada da identitária, que é interior. Logo, até mesmo uma pessoa com um gênero binário pode classificar-se como de expressão agénera.
Quando usada como identidade (e não como desidentificação), pode ser considerada uma não-binariedade, assim como a pangeneridade e a bigeneridade, sendo representado pelo preto na bandeira da visibilidade não-binária, sendo consequentemente uma transgeneridade, logo representada pela cor branca na bandeira transgênero.
Indivíduos não-binários ou de terceiro gênero que sentem ter gênero presente, ou absoluto, podem se identificar como maverique ou neutrois.
E indivíduos que sentem ser agênero, mas com uma forte conexão a um gênero, podem se identificar como libragênero.
Dia 19 de maio é comemorado o Dia do Orgulho Agênero.